# イラン・ハレヴィ

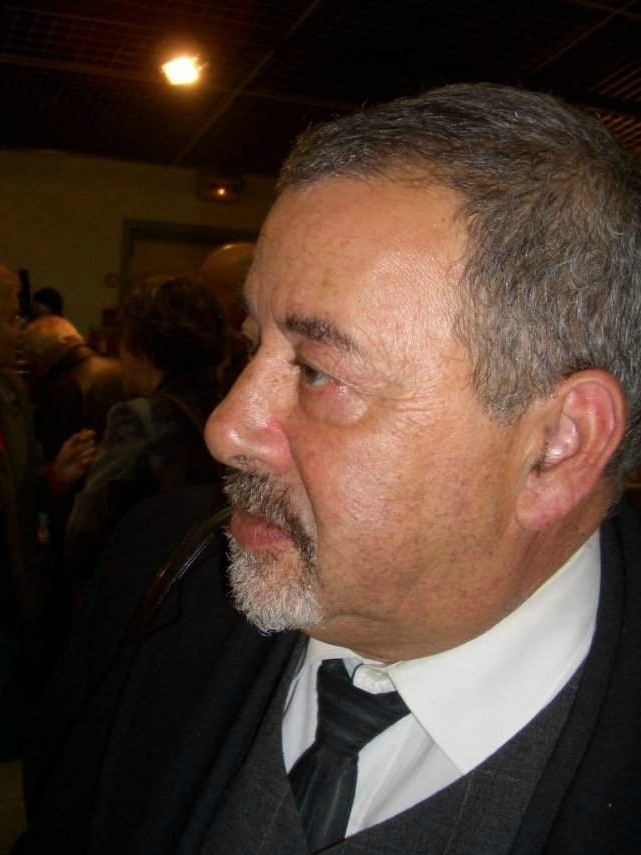

イラン・ハレヴィ（1943年10月12日 - 2013年7月10日、ヘブライ語：אִילָן הַלֵּוִי）は、パレスチナの政治家、外交官、ジャーナリスト、小説家。毛沢東主義者。
パレスチナ解放機構（PLO）のファタハで数少ないユダヤ人の最高幹部の1人だった。
ヤセル・アラファトの顧問を務め、1991年のマドリードでの中東和平会議から1993年のオスロ合意までパレスチナ代表団の一員として交渉に当たった 。

## 生涯
フランスのリヨンに生まれる。父は20世紀初頭にエルサレムに入植した家庭に育ったイエメン・ユダヤ人。
1960年、22歳の時に、イスラエルに移住（アリーヤー）。ところが、1967年の第三次中東戦争の時にシオニズムへの反感とパレスチナの抵抗運動への共感からファタハに加入する。
ハレヴィは1970年代初頭には、イスラエルの新左翼組織「マツペン」から分離した毛沢東主義団体「マーヴァク」の構成員も務めていた。
その後、パリやヨルダン川西岸地区に居を構え、パレスチナのために反シオニズム活動を続けた。
2013年7月10日、クリシーで死去。69歳。

## 評価
パレスチナ・アラブ世界では好意的に見られていた一方で、ユダヤ人でありながらイスラエル国家に背を向け、パレスチナに味方したため、イスラエル側からは「裏切り者」「国賊」とされることも多い人物であった。
2019年、その功績を称えてパレスチナ大統領マフムード・アッバースはヨルダン川西岸地区の一部を「イラン・ハレヴィ通り」と命名することを発表した。

## その他
彼は生前、「私は100％ユダヤ人であり、そして、100％パレスチナ人だ」と語っていた。